# Курманкулов Шекербек Жанишбаєвич
Курманкулов Шекербек Жанишбаєвич — киргизький вчений у галузі збагачення і брикетування корисних копалин. К.т.н., доцент. Спеціалізується в галузі брикетування вугілля. Лауреат Державної премії Киргизстану в галузі науки і техніки. У 2010-тих роках працював в галузі педагогіки. У 2017 році захистив докторську дисертацію з педагогіки.
Основні напрямки наукових досліджень:
- у техніці та технології: брикетування вугілля;
- у педагогіці: загальна педагогіка, теорія і методика викладання фізики та природничих предметів.

Спеціальність за Номенклатурою спеціальностей науковців (код ВАК): 13.00.02 — мови СНД.

## З біографії
Навчався у аспірантурі в Україні, у Донецькому політехнічному інституті при кафедрі «Збагачення корисних копалин». Аспірант проф. Єлішевича Аркадія Танхумовича, який був біля витоків наукової школи Донецького політехнічного інституту «Спеціальні методи збагачення, зневоднення і грудкування тонко- і дрібнодисперсного вугілля», в рамках якої працював і Курманкулов Ш. Ж.
У 1990 р. Курманкулов Шекербек Жанишбаєвич захистив кандидатську дисертацію «Разработка технологии брикетирования бурых углей Киргизии как бытового топлива».
Курманкулов Шекербек Жанишбаєвич під час свого донецького періоду діяльності входив до членів наукової школи Спеціальні методи збагачення, зневоднення і грудкування тонко- і дрібнодисперсного вугілля.
Працював на посадах:
- з 1991 по 1996 роки викладачем, доцентом кафедри фізики Ошського технологічного університету (ОшТУ).
- з 1996 по 2001 рр. зав. кафедрою фізики ОшТУ.
- з 2001 по 2005 деканом вечірньо-заочного факультету ОшТУ
- у 2005—2007 рр. зав. кафедрою енергофізики Таласського державного університету (ТалГУ).
- з 2007 по 2016 рр. проректором з навчальної та наукової роботи ТалГУ
- з 2016 професором кафедри «Математика, фізика та інформатика», Природничо-педагогічного факультету Таласського державного університету, Республіка Киргизстан.

## Творчий доробок
Є автором більше 196 науково-методичних праць, в тому числі 3 монографії, 1 підручник, 3 навчально-методичні книги, 7 патентів, 166 наукові статті з технічних і педагогічних напрямках і 30 навчально-методичних робіт.
Окремі праці:
- Авторское свидетельство на изобретение № 1293203 СССР, МКИ4С10L5/16. Способ брикетирования угля [Текст] / А. Т. Елишевич, Ш. Ж. Курманкулов, В. С. Белецкий, И. В. Плужник. — № 3900286/26–31; заявл. 22.05.85; опубл. 28.02.87, Бюл. № 8.
- Авторское свидетельство на изобретение № 1798366 СССР, МКИ5С10L5/16. Способ получения угольных брикетов [Текст] / Ш. Ж. Курманкулов, Ж. Т. Текенов, А. Т. Елишевич, В. С. Белецкий. — № 4872761/04; заявл. 26.07.90; опубл. 30.03.93, Бюл. № 8.
- «Разработка технологии брикетирования бурых углей Киргизии как бытового топлива»: автореферат диссертации … кандидата технических наук : 05.15.08 Днепропетровский горный институт. 1990 г.
- Курманкулов Шекербек Жанышбаевич «Физико-мехинические основы брикетируемости углей Кыргызстана». Текник. 2010. 127 стр.
- Курманкулов Ш. Ж., Сочетание параметров учителя для успешного обучения учеников в сельских школах Кыргызстана [Текст]. / Ш. Ж. Курманкулов, Л. А. Сатаева // Современные проблемы гуманитарных и естественных наук. –Москва: Изд-во «Институт стратегических исследований», и «Перо», 2016. — 192 с.